# Indias Occidentales Danesas
Las Indias Occidentales Danesas (Dansk Vestindien) eran una antigua colonia de Dinamarca en el mar Caribe, ahora conocido como las Islas Vírgenes de los Estados Unidos. Jomfruøerne (Islas Vírgenes) era el nombre geográfico en danés para las islas.
La Compañía danesa de las Indias Occidentales y Guinea se estableció en la isla de Santo Tomás (en danés, Sankt Thomas) en 1672, expandiéndose a la de San Juan (en danés, Sankt Jan) en 1683 (con disputas con los británicos hasta 1718) y obteniendo Santa Cruz (en francés, Sainte Croix; en danés, Sankt Croix) de la Compañía Francesa de las Indias Occidentales en 1733. En 1754, las islas fueron vendidas al Rey de Dinamarca, convirtiéndose en colonias reales danesas.
Durante las guerras napoleónicas, las islas fueron ocupadas por los británicos, primero desde marzo de 1801 hasta el 27 de marzo de 1802, y después desde diciembre de 1807 hasta el 20 de noviembre de 1815, cuando fueron retornadas a Dinamarca.
Su economía fue totalmente dependiente de la esclavitud. La colonia danesa aprovechó el lucrativo comercio triangular, en el que se intercambiaban armas y otros productos industriales en África a cambio de esclavos, que eran trasladados al Caribe para trabajar en las plantaciones danesas o ser vendidos en las islas vecinas. Tras la abolición de la esclavitud en 1848, el territorio padeció una marcada caída de su economía, por lo que se comenzó a plantear la posibilidad de su venta.
Dinamarca intentó vender o intercambiar las islas durante finales del siglo XIX y principios del siglo XX, participando en negociaciones con los Estados Unidos y Alemania. Las islas (excepto Isla del Agua) fueron vendidas el 12 de diciembre de 1916 a los Estados Unidos, que tenía intereses debido a su posición estratégica. La administración danesa oficialmente terminó el 31 de marzo de 1917. Water Island fue adquirida por los Estados Unidos en 1944.

## Historia

### Establecimiento de la colonia

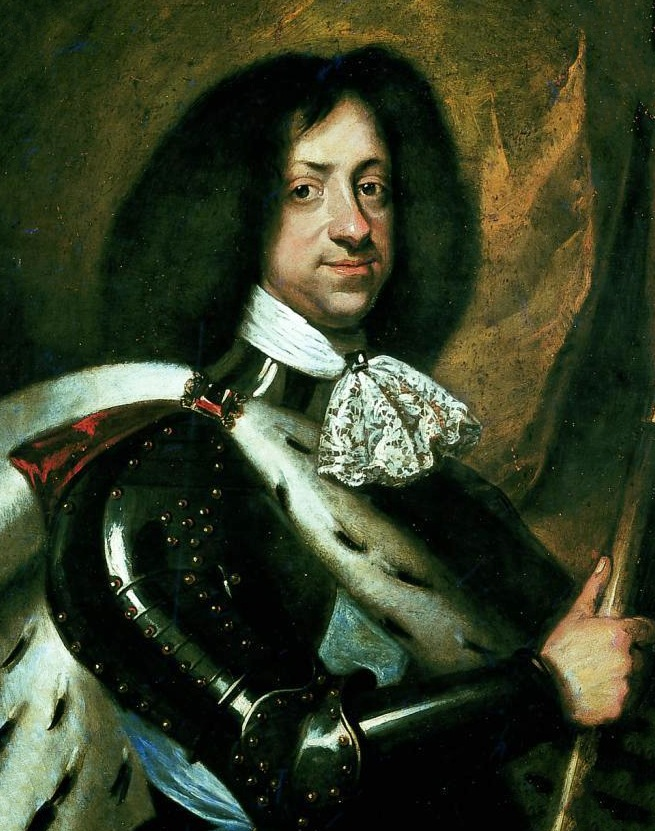
El rey Cristián V de Dinamarca-Noruega proyectó la creación de una gran colonia en las Indias Occidentales.

Al iniciar el siglo XVII las grandes potencias coloniales, sobre todo España, pero también los Países Bajos, Francia e Inglaterra, habían colonizado la mayor parte del Caribe. Pero ninguna de esas potencias había mostrado interés por St. Thomas. El rey de Dinamarca le otorgó al neerlandés Johann de Villum el privilegio del monopolio del comercio entre Dinamarca y las Indias Occidentales. Por primera vez en 1652 los comerciantes daneses comprendieron las posibilidades económicas que había en el comercio con la isla cuando el buque Fortuna llegó a Copenhague con una preciosa carga. Los grandes comerciantes convencieron a Federico II de Dinamarca para fundar la Compañía del Caribe.
El 6 de mayo de 1665 Erik Nielsen Smit fue nombrado gobernador de la compañía y el 1 de julio zarpó con su tripulación desde Copenhague a bordo del Eendragt. La misión era colonizar St. Thomas. La isla había estado poblada por algunas tribus de arahuacos, sin que se conozca realmente su paradero. En febrero de 1666 llegó un primer cargamento danés a Copenhague, con azúcar, cacao, canela y guayaco. Lo más probable es que esa mercancía procediera de otras islas. El intento de colonización fue más difícil de lo que se había pensado en un inicio. Erik Nielsen Smit falleció en poco tiempo, escaseó la comida en la colonia y la isla era frecuentemente saqueada por los piratas. En 1668, los últimos sobrevivientes regresaron a Dinamarca.
En 1670 Cristián V accedió al trono y un año después se fundó la Compañía Danesa de las Indias Occidentales y Guinea, una sociedad privilegiada con el monopolio del comercio entre St. Thomas y Dinamarca. El experimentado viajero Jørgen Iversen Dyppel fue nombrado gobernador y al mando del Færø, reunió una tripulación de 190 hombres y mujeres, así como las herramientas necesarias para fundar un pequeño pueblo. Iversen tuvo que hacer escala en Bergen y reclutar a varios noruegos después de que una parte de su tripulación original desertó. Al llegar a St. Thomas, Iversen comenzó la construcción de un fuerte que pudiese salvaguardar a la nueva colonia. Transcurrido medio año, habían fallecido 161 de los 190 colonos originales y para aumentar la población, se decidió permitir la llegada de colonos desterrados o fugitivos de territorios neerlandeses o ingleses. El fuerte danés estuvo terminado en 1680 y fue llamado Fort Christian en honor del rey Cristián V de Dinamarca-Noruega. Fort Christian fue, además de un edificio defensivo, sede municipal, iglesia luterana y un lugar de reunión para la población local.
Fue difícil llevar barcos con nuevos colonos a St. Thomas, debido a las historias que circulaban entre la población danesa sobre un viaje largo y complicado y una vida dura en las Indias, donde reinaba el calor y acechaban las enfermedades y una muerte casi segura. Para obtener la población necesaria, se recurría a las cárceles. Lo común era que una tercera parte de la gente muriera en el camino y una proporción similar en los primeros meses de estancia en St. Thomas.

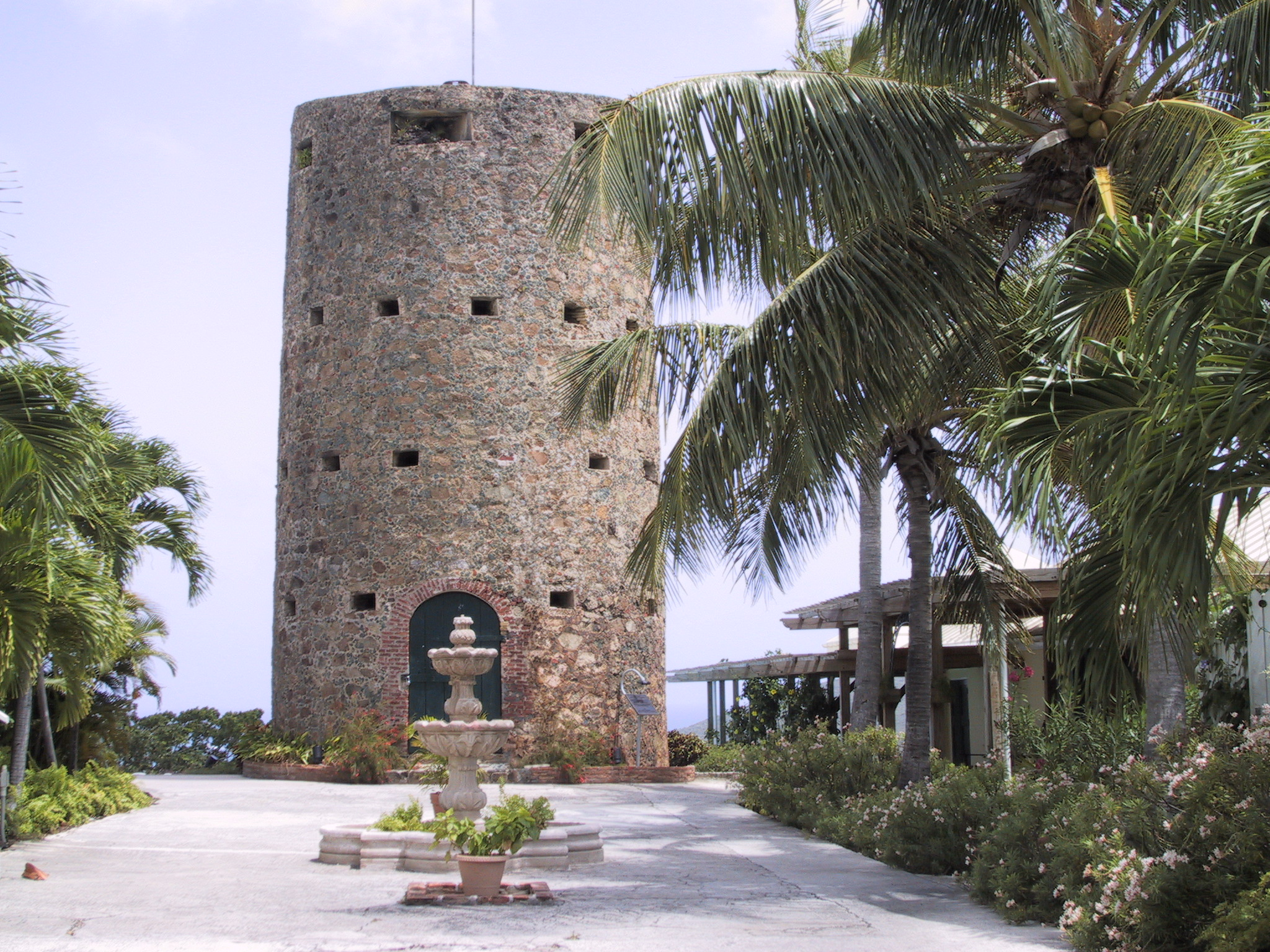
Skytsborg es la única torre de vigilancia que se conserva en St. Thomas del período colonial. Es un edificio del que ha mantenido su aspecto original. Según una leyenda, el pirata Edward Teach «Barbanegra» vivió en la torre, por lo que también es llamada la Torre de Barbanegra.

Nicolai Esmit, oriundo de Holstein, fue el gobernador que sustituyó a Iversen Dyppel, en parte debido a las deudas que el Estado danés tenía con él, y en parte porque contaba con 30 años de experiencia en las Indias Occidentales. Esmit era un inescrupuloso comerciante de esclavos, y mantenía relaciones con los muchos piratas que en esa época reinaban sobre todo el Caribe. Esmit fundó el pueblo de Taphus (Hogar de los perdidos), que desde 1689 sería conocido como Charlotte Amalie. Esmit construyó en esa localidad numerosas posadas para piratas, comprendiendo que podía amasar una fortuna personal permitiendo a los filibusteros utilizar la isla como base para los atracos contra buques ingleses o franceses. Inglaterra protestó ante el gobierno danés, advirtiéndole que de no poner fin a esa situación, la armada británica atacaría St. Thomas. Por ese motivo Nicolai Esmit fue llamado a Dinamarca.
Jørgen Iversen Dyppels fue convencido por el propio rey de ejercer de gobernador de St. Thomas por un nuevo período. No fue nada fácil conseguir una tripulación, ya que ningún oficial danés quiso tomar parte en la expedición, por lo que se tuvieron que contratar oficiales neerlandeses. Se reclutó la mayor parte de la tripulación de las cárceles de Copenhague. El barco zarpó de la capital danesa el 10 de noviembre de 1682 y casi desde el inicio del viaje surgieron inconformidades entre Iversen Dyppel y los oficiales neerlandeses. Después de dos meses en el mar, el barco llegó al canal de la Mancha; ahí, la tripulación se amotinó y asesinó a Iversen Dyppel, a su mujer y a sus hijos y arrojó los cadáveres por la borda. El mismo destino tuvieron los oficiales, a excepción del timonel, que fue obligado a conducir el barco hacia las islas Azores. En la isla de Flores desembarcó una parte de la tripulación; solo hubo un sobreviviente que pudo regresar a Dinamarca.

### Plantaciones y esclavitud
| Evolución de la población |         |          |           |
| Año                       | Blancos | Esclavos | Liberados |
| 1679                      | 156     | 175      |           |
| 1688                      | 148     | 422      |           |
| 1733                      | 208     | 1 087    |           |
| 1764                      | 1 200   | 9 000    |           |
| 1791                      | 2 600   | 27 608   |           |
| 1800                      | 3 500   | 35 000   |           |
| 1830                      | 3 700   | 26 000   | 13 000    |

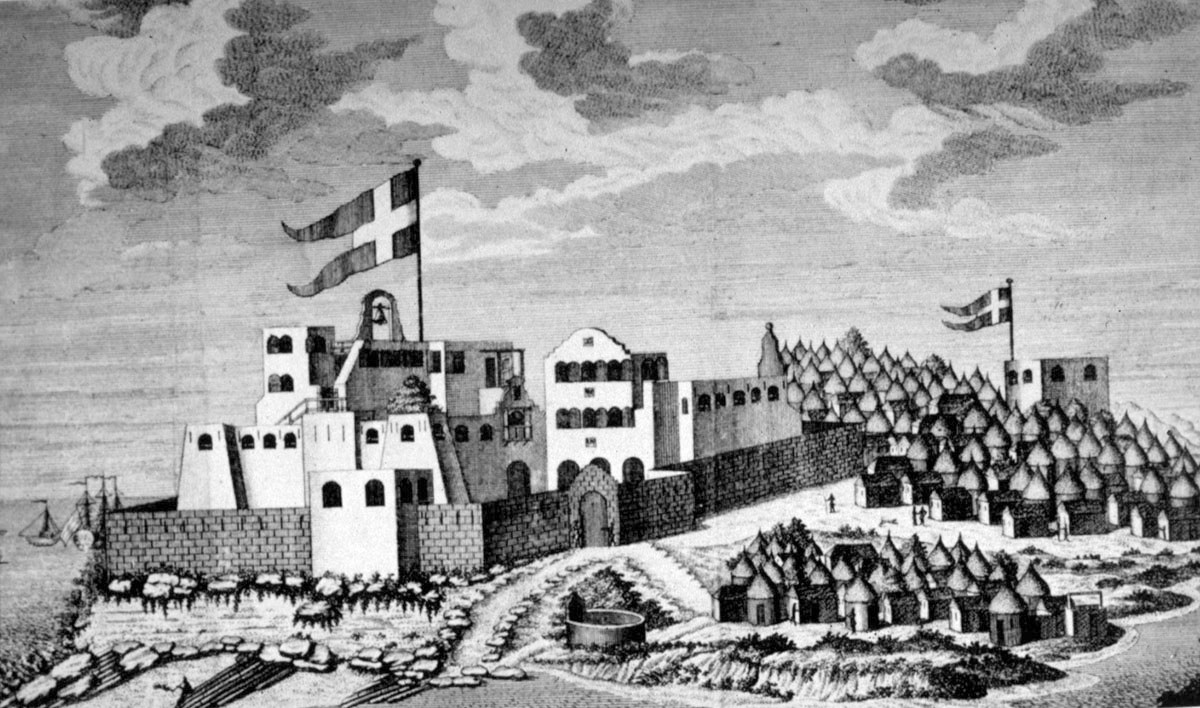
El fuerte danés Fort Christiansborg, en la Costa de Oro de Guinea, fue el mayor centro de esclavos que se embarcaban hacia las Indias Occidentales Danesas.

La producción agrícola en St. Thomas aumentó y las pequeñas parcelas familiares crecieron hasta convertirse en grandes plantaciones. La producción en aumento hizo necesario conseguir más fuerza de trabajo. St. Thomas y la vecina St. Jan estaban despobladas de indígenas, de modo que se tuvo que llevar trabajadores de otras partes. El intento de utilizar a nativos del continente no llegó a buen término para los colonos, por lo que se buscó promover la emigración de jóvenes daneses hacia St. Thomas. Como muy pocos decidieron migrar por voluntad propia, se recurrió a los convictos con penas muy largas o condenados a la pena capital, quienes obtuvieron la promesa de libertad tras seis años de trabajo en una plantación. Pocos de los peones daneses sobrevivían en la isla los seis años. Ante esa situación, la compañía miró hacia Guinea, en África, y en 1673 llegó a St. Thomas el primer envío de esclavos africanos.
El número de esclavos se incrementó muy poco al principio, de 175 en 1679 a 333 seis años después. Seguía habiendo necesidad de mano de obra y la compañía buscó más esclavos. Sin embargo, la situación económica de la colonia era mala, de modo que el flujo de esclavos escaseó. Buscando una solución, la Compañía recurrió al príncipe elector de Brandeburgo, un hombre muy interesado en el comercio de esclavos, y le propuso utilizar St. Thomas como una base comercial para los esclavos procedentes de Guinea. En recompensa, la Compañía Danesa de las Indias Occidentales y Guinea obtendría el 1 % de los esclavos que llegaran a la isla y el 2 % de los esclavos que fueran vendidos a otros lugares. El acuerdo entre Brandeburgo y Dinamarca se firmó el 24 de noviembre de 1685. La isla de St. Thomas, aunque oficialmente propiedad del rey de Dinamarca, fue controlada por Brandeburgo hasta 1693. Después de ese año, los comerciantes alemanes continuaron con sus actividades de tráfico de esclavos por algunos años más.
Los comerciantes de Brandeburgo enviaron, entre 1690 y 1698 32 barcos negreros a través del Atlántico, por lo general con 500 esclavos a bordo cada uno. St. Thomas se convirtió en uno de los más importantes centros de comercio para la trata internacional de personas, y la mayor parte de los esclavos eran vendidos en las islas vecinas. En 1691 el número de esclavos en las plantaciones danesas aumentó a 751, mientras que el número de europeos llegó a 385. Cuando Brandeburgo suspendió sus actividades había 1317 esclavos empleados en las plantaciones de St. Thomas.
El gobierno de la Compañía se dio cuenta de lo redituable que resultaba el comercio triangular y construyó varios fuertes negreros a lo largo del Golfo de Guinea, de los cuales el de Christianborg, en la actual Acra, fue el mayor. La Compañía compraba esclavos a los jefes locales, que capturaban prisioneros durante las guerras contra otras tribus. A cambio de ron, armas, pólvora y ropa, la Compañía recibía esclavos, marfil y oro.
En 1725 la Compañía permitió, por primera vez, que comerciantes privados introdujeran esclavos a St. Thomas. Esta autorización seguía al modelo inglés, e incrementó la captura de esclavos.
En 1791 había 27 608 esclavos en las Indias Occidentales Danesas, pero la cifra podría haber sido mucho mayor, pues las cifras oficiales son las de los censos fiscales. Los propietarios de las plantaciones tenían que pagar un impuesto por cada esclavo y el gobernador Erich Bredal denunció evasión fiscal de los terratenientes, que escondían a varios de sus esclavos en la selva cuando se levantaba un censo.
Los terratenientes tenían el derecho de tratar a sus esclavos como mejor les pareciese, pero el maltrato generó varios levantamientos de esclavos en las Indias Occidentales Danesas, donde siempre estuvo latente el peligro de un rebelión mayor.
La importación de esclavos se prohibió en 1803, pero para entonces los propietarios eran ya «autosuficientes» de mano de obra debido al reemplazo natural de la población de esclavos. La esclavitud fue abolida 45 años después por el gobernador general Peter von Scholten, coincidiendo con una rebelión en St. Croix.
En total fueron transportados 120 000 esclavos desde los fuertes daneses de Guinea hacia las islas del Caribe, de los cuales unos 50 000 fueron enviados a trabajar a las Indias Occidentales Danesas.
Los propietarios de las plantaciones amasaron grandes fortunas en la época de la esclavitud. La familia Schimmelmann fue una de las más beneficiadas, y fue la familia más rica de Dinamarca en el siglo XVIII debido al comercio del azúcar de las Indias Occidentales. La familia dominó la vida económica del país: Heinrich Carl von Schimmelmann fue ministro de finanzas de Dinamarca-Noruega entre 1768 y 1782, y su hijo Ernst Heinrich von Schimmelmann ocupó el mismo puesto desde 1784.

### Sankt Jan se incorpora a la colonia

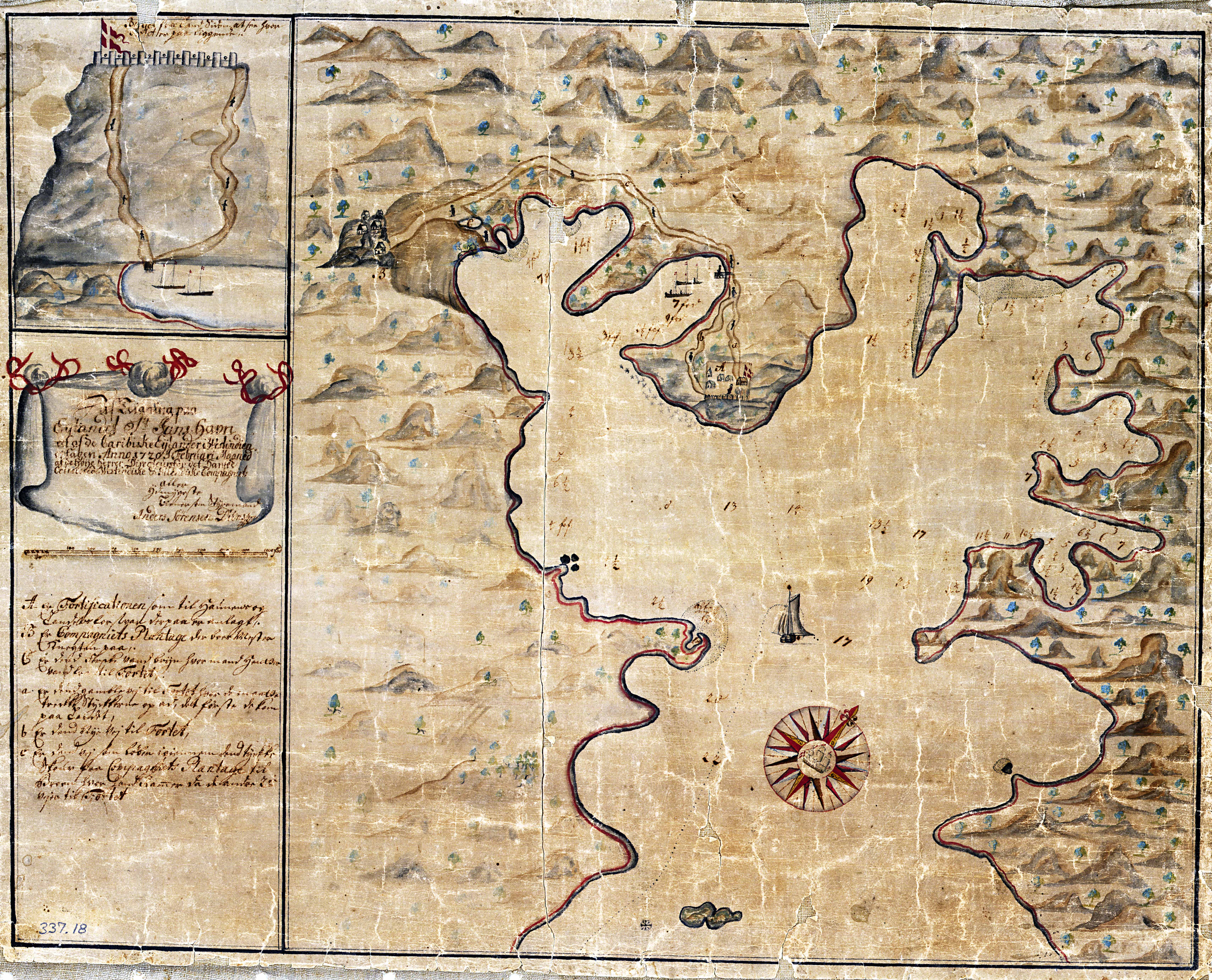
Mapa de Coral Bay, St. Jan, de 1720. En esa bahía del oriente de la isla se estableció la colonia danesa.

Dinamarca se convirtió en la última potencia colonial en establecerse en las Indias Occidentales cuando se fundó la colonia en la deshabitada isla de St. Thomas. El establecimiento levantó protestas entre Inglaterra y España, pero después que los daneses establecieron contacto diplomático con el rey británico, este reconoció la soberanía danesa sobre la isla y el gobernador de St. Thomas recibió un mensaje de buena voluntad del gobierno de las Islas de Sotavento Septentrionales Británicas, que se comprometía a prestar ayuda a los colonos daneses. Sin embargo, cuando en 1675 el gobernador danés Jørgen Iversen Dyppel intentó colonizar la vecina isla de St. Jan, los británicos no se mostraron igual de complacientes y protestaron enérgicamente. Los daneses renunciaron a ese primer intento de colonización, pero mantendrían vigente su interés por la isla.
En la década de 1680, las relaciones entre Inglaterra y Dinamarca se enfriaron a causa de la abierta colaboración que el régimen de los hermanos Adolph y Nicolai Esmit y de Gabriel Milan en St. Thomas mantenía con los piratas de la región. Además, ambas naciones reclamaban la soberanía de la isla de Vieques. Los daneses establecieron un puesto militar de vigilancia en esta última isla, pero tuvieron que abandonarlo cuando llegó una expedición británica. Los daneses mantuvieron sus reivindicaciones sobre St. Jan y Vieques a pesar de las protestas internacionales.
En 1715 el gobernador Mikkel Knudsen Crone pidió autorización a Copenhague para explorar St. Jan y Vieques antes de que concluyera su mandato. Para entonces el suelo de St. Thomas comenzaba a empobrecerse y los propietarios buscaban tierras alternativas donde cultivar. Las autoridades de la Compañía de las Indias Occidentales y Guinea rechazaron tal propuesta. Al año siguiente el nuevo gobernador, Erich Bredal, manifestó al gobierno de su país el deseo de muchos propietarios agrícolas de St. Thomas de trasladarse a St. Jan, y el temor de las represalias británicas.
En 1717 el gobernador británico Walter Hamilton llegó a St. Thomas con el buque de guerra Scarborough, para advertir a los daneses de abstenerse de aclarar la selva de St. Jan. La Compañía Danesa de las Indias Occidentales y Guinea, en Copenhague, sin haberse enterado de esta ratificación de la negativa británica a los negocios daneses en St. Jan, ordenó al gobernador Bredal colonizar la isla.
En septiembre de 1717 Inglaterra se anexó Vieques y los daneses se apresuraron a tomar el control de St. Jan antes de que los británicos también se apoderaran de esta última. En el otoño de 1718 el gobernador Hamilton fue presionado por los propietarios de las plantaciones de Anguila, Tórtola y Spanish Town para colonizar St. Croix. Los latifundistas británicos consideraban a la isla St. Jan demasiado pequeña, pequeña, montañosa e inhabitable y por lo tanto, su anexión perdió prioridad para Inglaterra.
El 25 de marzo de 1718 el gobernador Bredal anexó St. Jan a las Indias Occidentales Danesas y la bandera de Dinamarca fue izada en la plantación Carolina, en Coral Bay. Los británicos respondieron enviando un buque de guerra a St. Thomas, con la exigencia del desalojo de St. Jan. Ante la negativa del gobernador Bredal, los británicos, que no tenían órdenes de usar la fuerza, se retiraron. Enseguida, el gobierno colonial danés puso en marcha el aclarado de la selva, el establecimiento de plantaciones y la construcción del fuerte Fortsberg en St. Jan.
En 1722 y 1724, John Hart, sucesor de Hamilton, solicitó permiso a Londres para conquistar St. Jan, pero el gobierno británico respondió que la isla no merecía un conflicto armado. En 1726 se envió a Copenhague la declaración de que la isla podía ser considerada como poblada. En el curso de los primeros 15 años de dominación danesa, se establecieron 109 plantaciones de tabaco, algodón y caña de azúcar, que cubrieron la mayor parte de la isla.
En 1762 Gran Bretaña abandonó sus reivindicaciones sobre St. Jan y reconoció oficialmente la soberanía danesa.

### Compra de la isla St. Croix

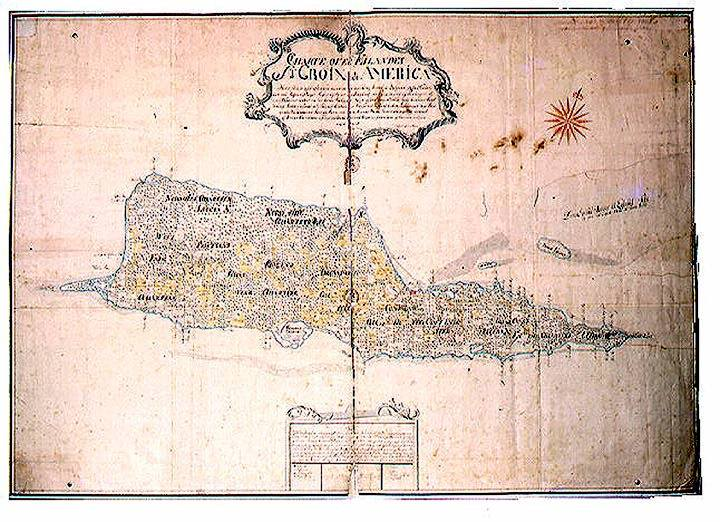
Primer mapa danés de St. Croix, realizado por Johan Cronenberg y Johan Jægersberg en 1750.

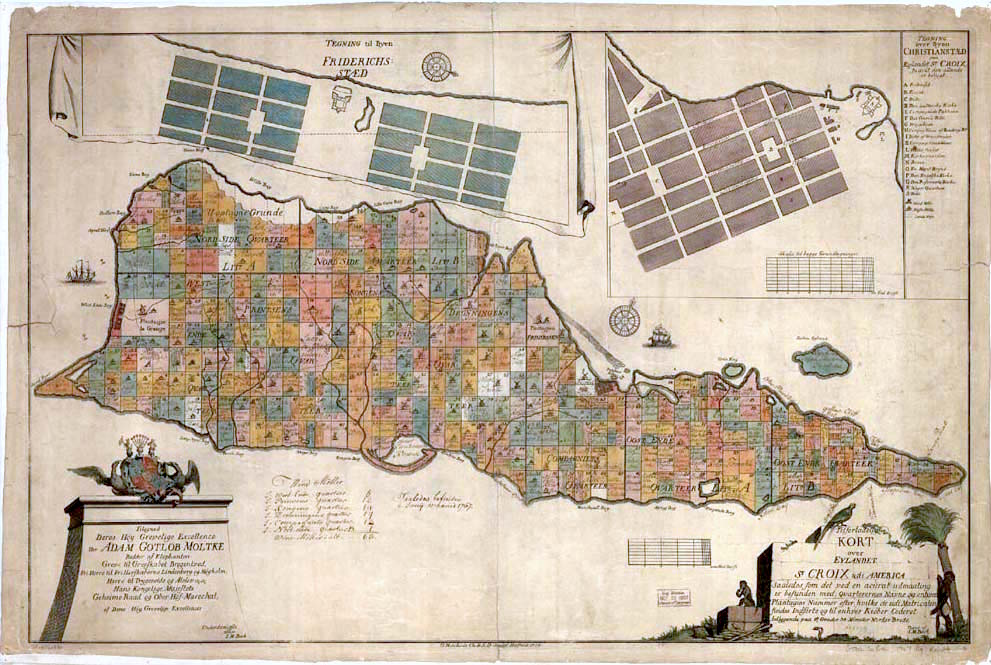
Mapa de St. Croix de Jens Mikkelsen Beck (1754).

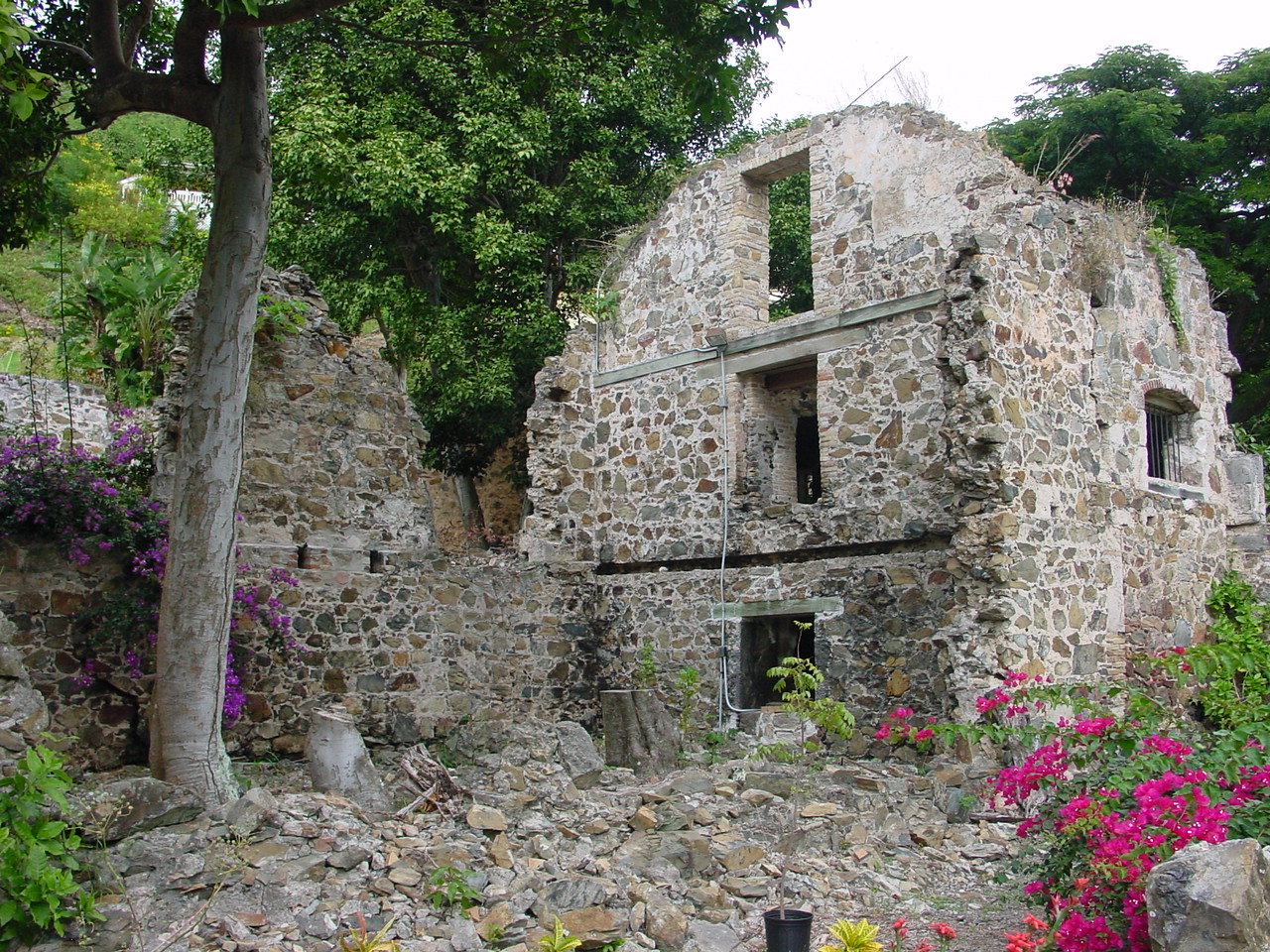
Ruinas de una destilería de ron en St. Croix.

St. Croix se incorporó a la colonia de las Indias Occidentales Danesas 16 años después de St. Jan. St. Croix era oficialmente una isla propiedad de los Caballeros Hospitalarios de San Juan tras haber sido cedida en 1653 en el testamento de Phillippe de Longvilliers de Poincy, gobernador de la colonia francesa de San Cristóbal. Los caballeros la vendieron poco tiempo después (en 1665) a la Compañía Francesa de las Indias Occidentales. Durante el mandato del gobernador Dubois, la colonia francesa fue próspera con más de 90 plantaciones de tabaco, algodón y caña de azúcar. A la muerte de Dubois la colonia entró en una recesión económica y en 1733 fue vendida a la Compañía Danesa de las Indias Occidentales y Guinea. La compañía danesa aceptó la entrada de colonos de diversas nacionalidades, y pronto la isla se pobló de judíos españoles, hugonotes e ingleses; estos últimos se convertirían con el tiempo en el elemento dominante.
La Compañía Danesa, al momento de adquirir St. Croix, no tenía la información suficiente sobre las condiciones geográficas de la isla. La Compañía, en Copenhague, poseía un mapa francés elaborado en 1671, que fue utilizado para elaborar un proyecto acerca del número de plantaciones que cabían en el territorio. El mapa francés contenía graves errores, pues, entre otras cosas, sobreestimaba el área de la isla en cerca de 100 %. Por ello, la compañía sobrevaluó los posibles beneficios de la venta de solares en St. Croix, que serían vendidos a elevados precios, a diferencia de St. Thomas y St. Jan, donde los solares se regalaron a los colonos.
Poco después la Compañía se decidió a elaborar un nuevo mapa de St. Croix, pero el proyecto se retrasó bastante debido a la falta de recursos económicos y humanos en la colonia. En 1750 quedó terminado el primer mapa danés de St. Croix, firmado por Johan Cronenberg y Johan Jægersberg. Hasta entonces, la Compañía había empleado un mapa provisional para poder vender los solares; el objetivo era dividir la isla en 300 plantaciones. El mapa de Cronenberg y Jægersberg tenía una escala de 1:30 000 y contenía bastantes detalles, como la forma del terreno, la representación de edificios e incluso las zonas de residencia para los esclavos, pero tenía algunas imprecisiones en la costa norte.
En 1754 se elaboró un nuevo mapa de St. Croix, realizado por el paisajista Jens Mikkelsen Beck. Beck estaba interesado en la venta de terrenos en la costa norte y por ello mejoró el detalle de esa zona; su mapa incluyó también el plano de la localidad de Christiansted y de la todavía despoblada Frederiksted. El mapa de Beck demostró ser más práctico que el anterior.

### Rebelión de esclavos en St. Jan
En 1733, la colonia danesa se había establecido fuertemente como una sociedad esclavista. Según las estadísticas oficiales, en ese año el 80 % de la población era esclava, pero tal vez las cifras eran algo mayores. La población blanca, preocupada por el tamaño de la población negra, redactó un reglamento que tenía como finalidad la intimidación, al describir las formas de castigo para los esclavos cuando estos no observaran las leyes. La disposición, conocida como Gardelins reglement (reglamento de Gardelin) era bastante estricto y detallado para cada delito. El participar en una rebelión se castigaba con la ejecución; algunas violaciones menores, por ejemplo la huida de la plantación o el robo, se castigaban con una marca candente en la frente, la amputación de un miembro o latigazos.
En 1733 ocurrió una insurrección de esclavos en St. Jan., que tuvo como causa un desastre natural. En el otoño de 1725 un huracán había azotado la isla y gran parte de las cosechas se perdió, lo que resultó en hambre y muerte para los esclavos. En 1733 un nuevo huracán azotó la isla y esta vez los esclavos, temerosos de volver a pasar por las mismas penurias de 1725, intentaron, algunos, escapar de la isla, mientras otros se organizaron para atacar el fuerte de St. Jan. Tras realizar una masacre de propietarios y soldados, los esclavos tomaron el control de St. Jan durante cinco meses. Dinamarca obtuvo ayuda militar de Francia para sofocar la rebelión.

### Ocupación británica durante las guerras napoleónicas
Desde finales del siglo XVIII el comercio aportó grandes beneficios a Dinamarca-Noruega. La flota comercial dano-noruega, protegida por buques de guerra, había aprovechado la neutralidad del reino durante las guerras en Europa. Sin embargo, los barcos comerciales daneses fueron objeto de abusos en el mar por parte de las naciones en guerra. Además, apareció un conflicto acerca de qué tipo de mercancías debía Dinamarca vender a los países litigantes. Los constantes atropellos provocaron que Dinamarca-Noruega firmara una alianza de neutralidad con Rusia, Suecia y Prusia. Esta alianza protegió las flotas de comercio, organizando a los barcos en convoyes. Gran Bretaña, la principal potencia marítima, vio en esa alianza una amenaza a sus intereses
En enero de 1801 Gran Bretaña impuso un embargo a las Indias Occidentales Danesas y a inicios de febrero se levantaron rumores en la colonia danesa de que Gran Bretaña estaba reuniendo un ejército y una flota para ocupar las islas. Debido a esos rumores, el 3 de marzo de 1801 el gobernador danés Wilhelm Anton Lindemann decidió enviar dos barcos de guerra desde Christiansted, en St. Croix, a avistar los movimientos británicos. Los barcos daneses, el Lougen y el Den Aarvagne navegaron con dirección norte, hacia St. Thomas. Al día siguiente, el Lougen llegó a los cayos de las aves (actualmente West Cay), al occidente de St. Thomas, y avistó dos buques británicos, la fragata The Arab y el Experiment. The Arab lanzó un cañonazo sobre el barco danés, cuyo capitán, Carl Vilhelm Jessen, respondió. Ante la carga de las dos embarcaciones británicas, Jessen emprendió la retirada hacia Charlotte Amalie, donde estaría protegido por Fort Christian. Den Aarvagne, por su parte, se retiró a Christiansted para informar de los eventos al gobernador. Los cañones de Fort Christian causaron daño en los barcos británicos, que regresaron a Tórtola. La batalla de los cayos de las aves había llegado a su fin tras una hora de combate.
El 28 de marzo llegó a St. Thomas una flota británica de tres navíos, seis fragatas y otros veinte barcos. La flota, al mando del vicealmirante John Thomas Duckworth llegó con 4000 soldados comandados por el general Trigge. El gobernador de la isla, Casimir Wilhelm von Scholten se rindió sin combatir, y el barco Lougen fue tomado por los británicos. Tres días después, el gobernador Wilhelm Anton Lindemann se rendía en St. Croix. Unos días después de haber perdido sus colonias caribeñas, Dinamarca salía de la neutralidad con la primera batalla de Copenhague.
Tras once meses de ocupación, la situación en Europa cambió. El Reino Unido y Francia pactaron la paz y Dinamarca recuperó el control de las Indias Occidentales Danesas el 16 de febrero de 1802.
El 9 de julio de 1807 el zar Alejandro I de Rusia entabló una alianza con Napoleón. Ambos acordaron presionar a Suecia y Dinamarca-Noruega a cerrar sus puertos a los barcos británicos, además de presionar a esos países de adherirse a la alianza franco-rusa.
Los británicos se enteraron del acuerdo y enviaron una flota a Copenhague para obligar a Dinamarca a firmar una alianza con el Reino Unido. Para asegurar que la alianza no se rompiera, Dinamarca pondría toda su flota en prenda. El gobierno danés, fiel a su posición neutral en las guerras napoleónicas, se negó a firmar tal acuerdo, lo que resultó en el bombardeo de Copenhague por parte de la armada británica, el 2 de septiembre de 1807. El 7 de septiembre el general danés Heinrich Ernst Peymann rindió la ciudad y toda la flota al almirante británico James Gambier. Las tropas británicas ocuparon las Indias Occidentales Danesas en diciembre del mismo año, una ocupación que finalizaría hasta el 20 de noviembre de 1815.
Las dos ocupaciones británicas no representaron ningún gran cambio para la población de las Indias Occidentales Danesas, ya que los británicos no cambiaron las leyes locales ni la composición de la población. Lo único que cambió fue el gobierno, el sistema de aduanas y el ejército, que fue cambiado o desarmado. Los propietarios agrícolas continuaron cultivando y vendiendo azúcar, pero durante la ocupación la mercancía se vendía únicamente al Reino Unido.

### Abolición de la esclavitud

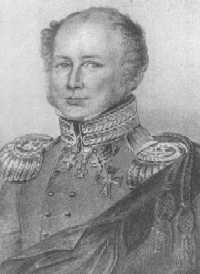
El gobernador general Peter von Scholten abolió la esclavitud en las Indias Occidentales Danesas.

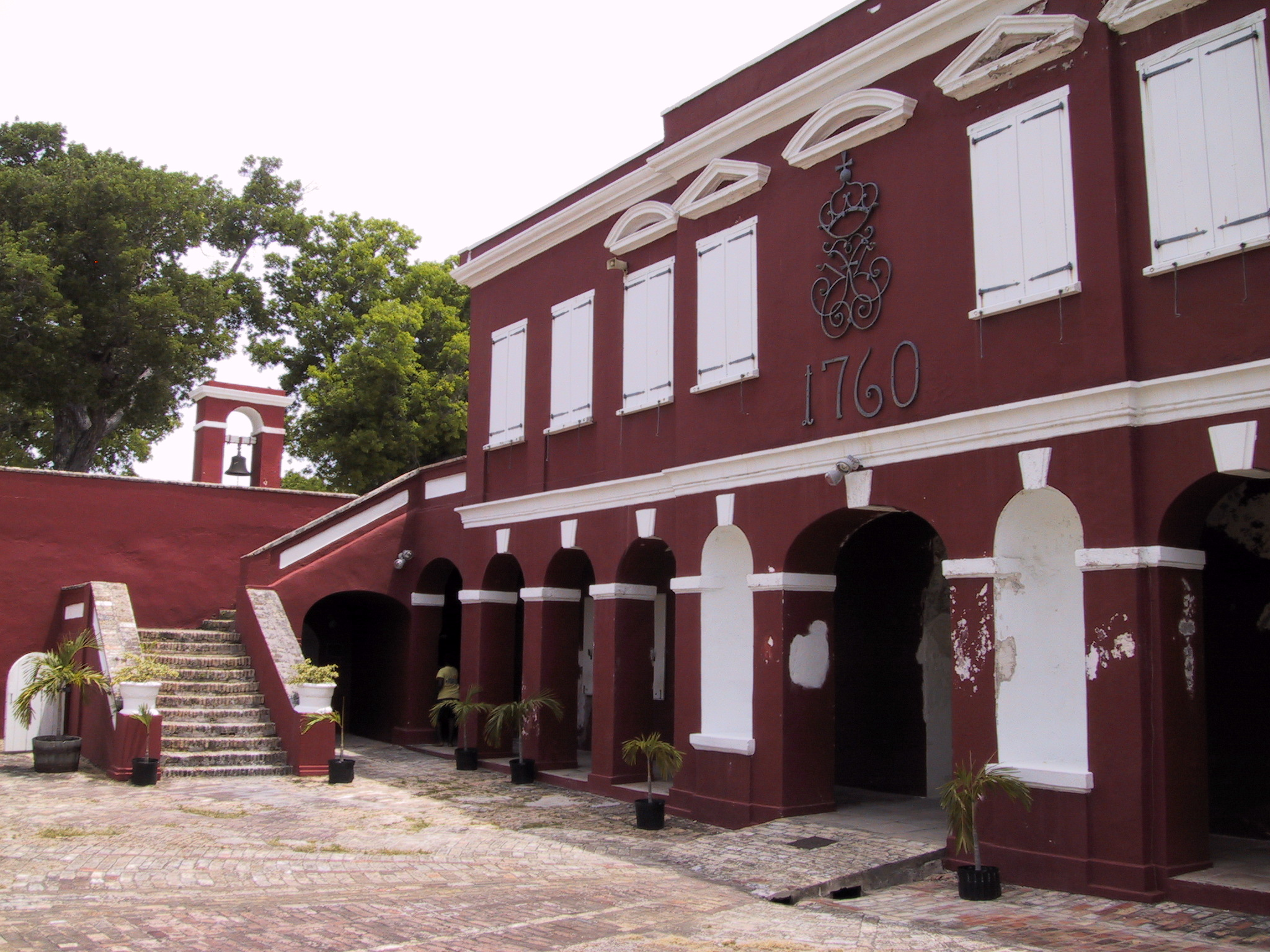
Fort Frederik, en Frederiksted, donde se promulgó la abolición de la esclavitud por Peter von Scholten.

En el seno de la Compañía de las Indias Occidentales y Guinea se alzaron voces críticas contra la esclavitud, con el argumento de que el comercio de esclavos era poco rentable en términos económicos. El contador de la Compañía desde 1708, Frederik Holmsted, fue quizás el primero en promover tal visión, pero ésta no encontró resonancia, pues debido al alza de precios de los esclavos en África, el comercio de personas experimentó un nuevo auge.
No obstante, se creó la Comisión para el Comercio de Esclavos, que concluyó en el año nuevo de 1792 que la trata de personas debía abrogarse a partir de 1803. Para entonces la rentabilidad de esa actividad era ya bastante baja, aunque las plantaciones en las Antillas continuaban siendo lucrativas. La Comisión emitió su resolución al ministro de finanzas de Dinamarca, Ernst Schimmelmann, quien a pesar de ser propietario de cuatro plantaciones en St. Croix, era un político de visión liberal, influido por los abolicionistas del Reino Unido.
Dinamarca-Noruega fueron el primer estado esclavista europeo que decidió finalizar el comercio de esclavos de África al Caribe. El decreto del rey sobre esa prohibición fue expedido el 16 de marzo de 1792, pero no entraría en vigencia sino hasta diez años después, el 1 de enero de 1803. Con todo, lo que se prohibió fue únicamente la compra de esclavos de África, pero el comercio interno de esclavos en las Antillas continuó existiendo y St. Thomas, en especial, continuó siendo un importante puerto de tránsito para los esclavos que tenían como destino Cuba y Puerto Rico, a través del comercio español de esclavos. Entre 1790 y 1807, se transportaron más de 12 000 esclavos en barcos daneses hacia Cuba.
En 1848, la localidad de Frederiksted fue escenario de un evento importante en la historia de las Indias Occidentales Danesas, cuando 8000 esclavos se manifestaron en las calles exigiendo libertad, rechazando la propuesta del rey danés de una liberación gradual durante 12 años. Los esclavos amenazaron con hacer estallar una rebelión e incendiar la ciudad. El gobernador Peter von Scholten, sabedor del peligro, leyó un comunicado desde Fort Frederik que decía:

«Todos aquellos que no son libres en las Indias Occidentales Danesas, pueden considerarse como tales a partir de este momento.»

La abolición de la esclavitud no representó mejores condiciones de vida para los esclavos. Anteriormente, un propietario tenía cierto interés en conservar vivos y saludables a sus esclavos, pero cuando los esclavos se volvieron labradores asalariados tal interés se desvaneció. Esta situación fue el inicio de una serie de problemas para el gobierno de la colonia y los terratenientes, sobre todo en St. Croix, donde había el mayor número de plantaciones. Treinta años después de la abolición de la esclavitud, en 1878, se rebelaron los labradores negros debido a la falta de reformas que les permitieran una mejor situación.

### Huelga de trabajadores agrícolas
En el verano de 1915 David Hamilton Jackson organizó en un sindicato a la población negra que trabajaba en el campo, y por primera vez estalló una huelga armada que luchaba por salarios más altos y mejores condiciones laborales. Para la población blanca, la huelga no sólo representaba una amenaza con riesgos catastróficos para la economía, sino también el fin de una época. Existía la convicción de que la negociación de las autoridades con una clase trabajadora organizada era el comienzo del fin del gobierno colonial. Por ello, para calmar la situación, los terratenientes de St. Croix solicitaron ayuda por telégrafo a Dinamarca.
El 11 de noviembre de 1915 Dinamarca envió el último buque de guerra a las islas, el crucero Valkyrien. El barco se puso en marcha desde Copenhague hacia St. Croix con una tripulación de 230 hombres. El gobierno danés se inmiscuyó rápidamente en el asunto de la lejana y muy poco rentable colonia debido a la importancia estratégica de las islas durante la Primera Guerra Mundial y a las negociaciones con los Estados Unidos sobre una eventual venta del territorio.
Aunque se creía que la presencia del Valkyrien en el Caribe sería de corta duración, no fue sino hasta el 31 de marzo de 1917 cuando el barco pudo regresar a Dinamarca, una vez concluida la venta de las islas a Estados Unidos.

### Intentos de venta a los EE.UU.
En 1845 Dinamarca vendió la India danesa al Reino Unido y cinco años después pasó lo mismo con la Guinea Danesa. Hubo entonces intereses sobre la posible venta de la isla St. Thomas, que tenía un buen puerto comercial, y St. Croix, una isla agrícola que experimentaba la decadencia de su producción de caña de azúcar debido a la competencia de la remolacha europea. Nueve de cada diez habitantes de las Indias Occidentales Danesas eran descendientes de esclavos y vivían en una situación precaria. Si bien la esclavitud se había prohibido en 1848, la propiedad de la tierra y el manejo del comercio estaban en manos de la población blanca. No sólo había polarización entre blancos y negros, sino también entre los terratenientes y los funcionarios daneses enviados a la colonia. La burocracia era mal pagada y estaba expuesta a las malas condiciones del lugar, y a vicios como el abuso del alcohol y la corrupción. No existía un vínculo sólido entre Dinamarca y la población de la colonia, como el idioma, la cultura o la religión. El idioma más usado era el inglés, las religiones dominantes el anglicanismo y el catolicismo, y las pocas personas que estudiaban una carrera profesional lo hacían en los Estados Unidos. Las Indias Occidentales Danesas se encontraban en un fuerte retroceso económico y social hacia la mitad de siglo XIX. Más del 40 % de los niños fallecían antes de cumplir un año de edad.

Dinamarca intentó, en el Tratado de Viena de 1864, ceder sus posesiones caribeñas a la Confederación Germánica a cambio de conservar los ducados de Schleswig y Holstein. Schleswig del Norte sería recuperado tras un plebiscito en 1920.

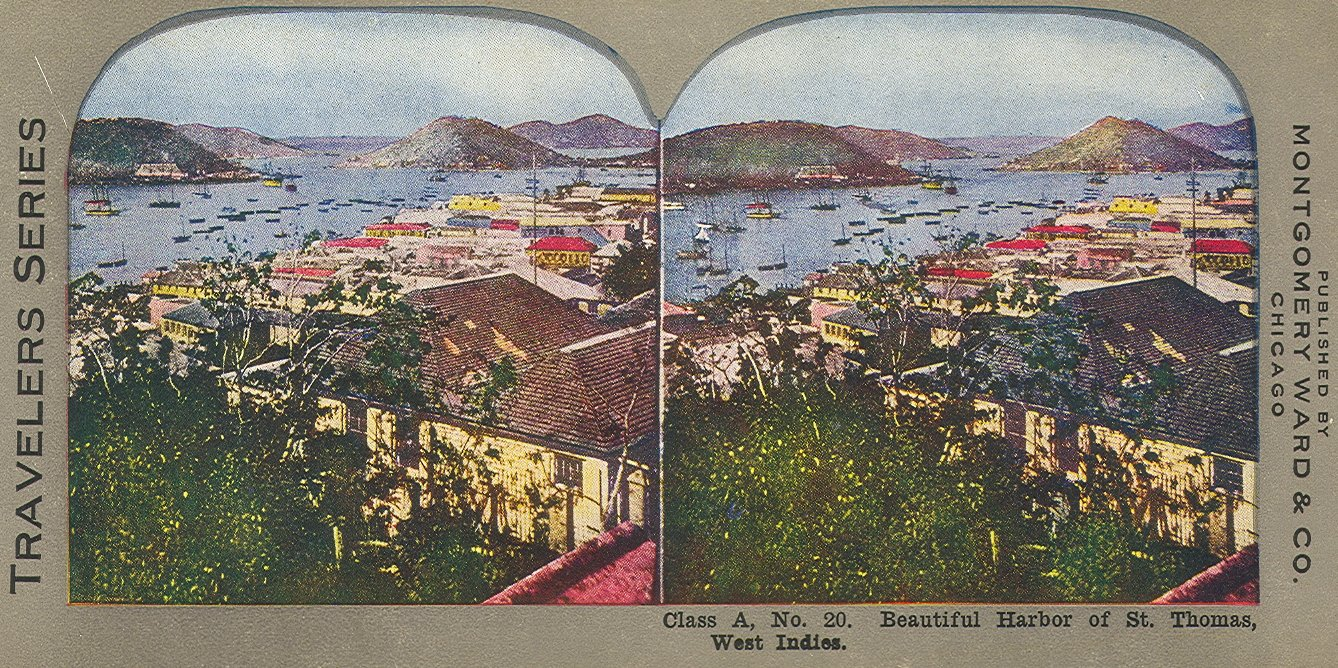
El puerto de Charlotte Amalie en una postal turística estadounidense de 1900.

En 1852 se discutió en el Folketing de Dinamarca el futuro de las tres islas. Se concluyó que la liberación de los esclavos de 1848 había provocado la caída económica de la colonia y por lo tanto lo mejor era vender el territorio. La venta de las islas podría también coadyuvar a fortalecer la difícil situación económica que atravesaba la metrópoli después de la pérdida de Schleswig-Holstein en la Guerra de los Ducados de 1864. Dinamarca intentó, durante las negociaciones de paz de Viena, ceder las Indias Occidentales Danesas a la Confederación Germánica a cambio de conservar los dos ducados perdidos, pero tal propuesta fue rechazada.
En 1867, los Estados Unidos iniciaron conversaciones secretas con Dinamarca sobre una posible cesión de las islas. En tales negociaciones participaron el ministro estadounidense del exterior William H. Seward y el diplomático danés Valdemar Rudolph von Raasløff, y se abordó la venta de las islas St. Thomas y St. Jan. Ambas islas eran consideradas estratégicas por hallarse en el centro del Mar Caribe y por poseer buenos y grandes puertos naturales, lo que resultaba idóneo para los intereses norteamericanos de crear una base en la región. St. Croix quedó fuera de la negociación por su carencia de puertos naturales y debido a que en el contrato de compra-venta firmado entre Dinamarca y Francia en 1733, se estipulaba que la isla no podía ser vendida nuevamente sin el consentimiento del gobierno francés.
El 24 de octubre de 1867 aprobó Dinamarca la cesión de las dos islas a los EE. UU. por 7,5 millones de dólares en oro, con la aprobación del 98 % de la población de las islas. Poco después del acuerdo, las islas fueron azotadas por un huracán, un terremoto, un tsunami e incendios, lo que provocó que Estados Unidos perdiera el interés en ellas.
Los Estados Unidos volvieron a interesarse por las Indias Occidentales Danesas después de la Guerra Hispano-Estadounidense, cuando el ministro del exterior John Hay entabló contacto formal con el gobierno danés. Las negociaciones iniciaron el 29 de enero de 1900 y en 1902 se alcanzó un acuerdo sobre un precio de cinco millones de dólares por las tres islas. El tratado fue frenado por el Landsting danés, puesto que no aseguraba ciertos derechos a la población de las islas, tales como el derecho al voto, los derechos de ciudadanía estadounidense, ni la libertad arancelaria de la exportación de azúcar a los EE. UU. Los opositores a la venta de la colonia se organizaron en la Sociedad de las Islas Danesas del Atlántico. Muchos ciudadanos ricos de Copenhague apoyaron a la Sociedad y establecieron ellos mismos una sociedad económica que compró las plantaciones inactivas. La Sociedad también contó con el apoyo de la princesa María de Orléans, quien junto a su marido el príncipe Valdemar de Dinamarca visitó las Indias Occidentales Danesas.
Tras el fallido intento de cesión de 1902, Dinamarca organizó una comisión reformadora para las islas que, entre otras cosas, se encargaría del diseño experimental de granjas con el fin de buscar una solución a la recesión agrícola de la colonia que incluyera la producción a gran escala de otros productos en vez del monocultivo cañero. Adicionalmente se impulsaron reformas al sistema de salubridad que aseguraron la disponibilidad de agua potable, hospitales, guarderías y asilos para pobres. Se restringió asimismo el uso de armas de fuego y se limitó el número de puntos de venta de alcohol.

### Venta a los EE.UU.
Con el estallido de la Primera Guerra Mundial, los Estados Unidos temieron que las Indias Occidentales Danesas fueran ocupadas por Alemania, y con la apertura del Canal de Panamá se incrementó la importancia estratégica de las islas. En Dinamarca se temió que la postura de neutralidad del país en la guerra pudiera ser presionada debido a que se contaba con uno de los mejores puertos de las Antillas.

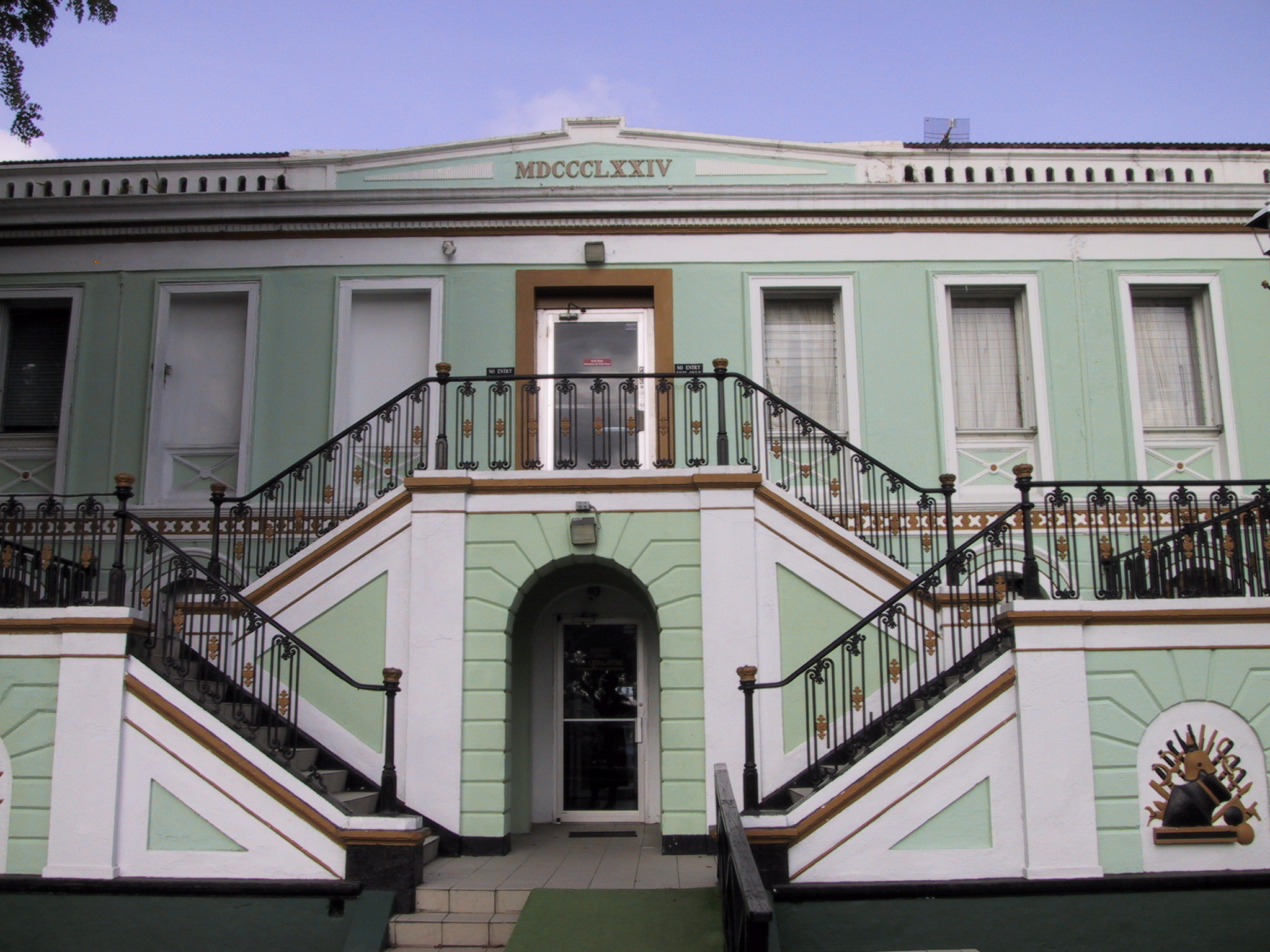
Palacio de Gobierno de Charlotte Amalie, donde se celebró la ceremonia de cesión de las islas.

El 4 de agosto de 1916 se alcanzó el consenso sobre la venta de las islas a los Estados Unidos y esta vez el precio se fijó en 25 millones de dólares. Esta vez Dinamarca renunció a sus antiguas exigencias sobre los derechos de los habitantes de las islas; en compensación, Estados Unidos reconoció la soberanía danesa sobre Groenlandia, rechazando las reivindicaciones de Noruega sobre una parte de ese territorio (la Tierra de Erik el Rojo). Más que intereses económicos, Estados Unidos consideraba las Indias Occidentales Danesas de gran importancia estratégica para impedir la presencia alemana en la zona.
Todo el proceso de venta fue llevado a cabo en secreto por el gobierno izquierdista danés, representado por el ministro del exterior Erik Scavenius. Hacia el final de las negociaciones, se levantó fuerte la oposición contra la venta de las islas, en especial por parte del Partido Popular Conservador. La situación resultó en la organización de un plebiscito en Dinamarca. En el referéndum sobre la venta de las Islas Occidentales Danesas, el 14 de noviembre de 1916, fue la segunda vez que participaron las mujeres, solo después de los cambios a la Constitución del año anterior. Los resultados fueron 283 000 votos a favor de la venta y 158 000 en contra. La población de la colonia no participó en el referéndum, pero el líder sindical negro David Hamilton Jackson organizó una consulta independiente en St. Croix, donde 4027 personas se inclinaron por la cesión y solo 7 votos en contra.
El tratado fue firmado por el presidente estadounidense Woodrow Wilson y el secretario de estado Robert Lansing el 16 de enero de 1917.
El 31 de marzo de 1917 a las 16:00 horas fue izada la dannebrog por última vez en las islas. Ese mismo día el Valkyrien, el último barco de guerra danés en las islas, regresó a Dinamarca. La población obtuvo la categoría de ciudadanos estadounidenses, pero una pequeña minoría quiso conservar su nacionalidad danesa. Desde entonces el 31 de marzo es celebrado en las Islas Vírgenes de los Estados Unidos como el «Día de la Transferencia» (Transfer Day).

## Sociedad

### Religión

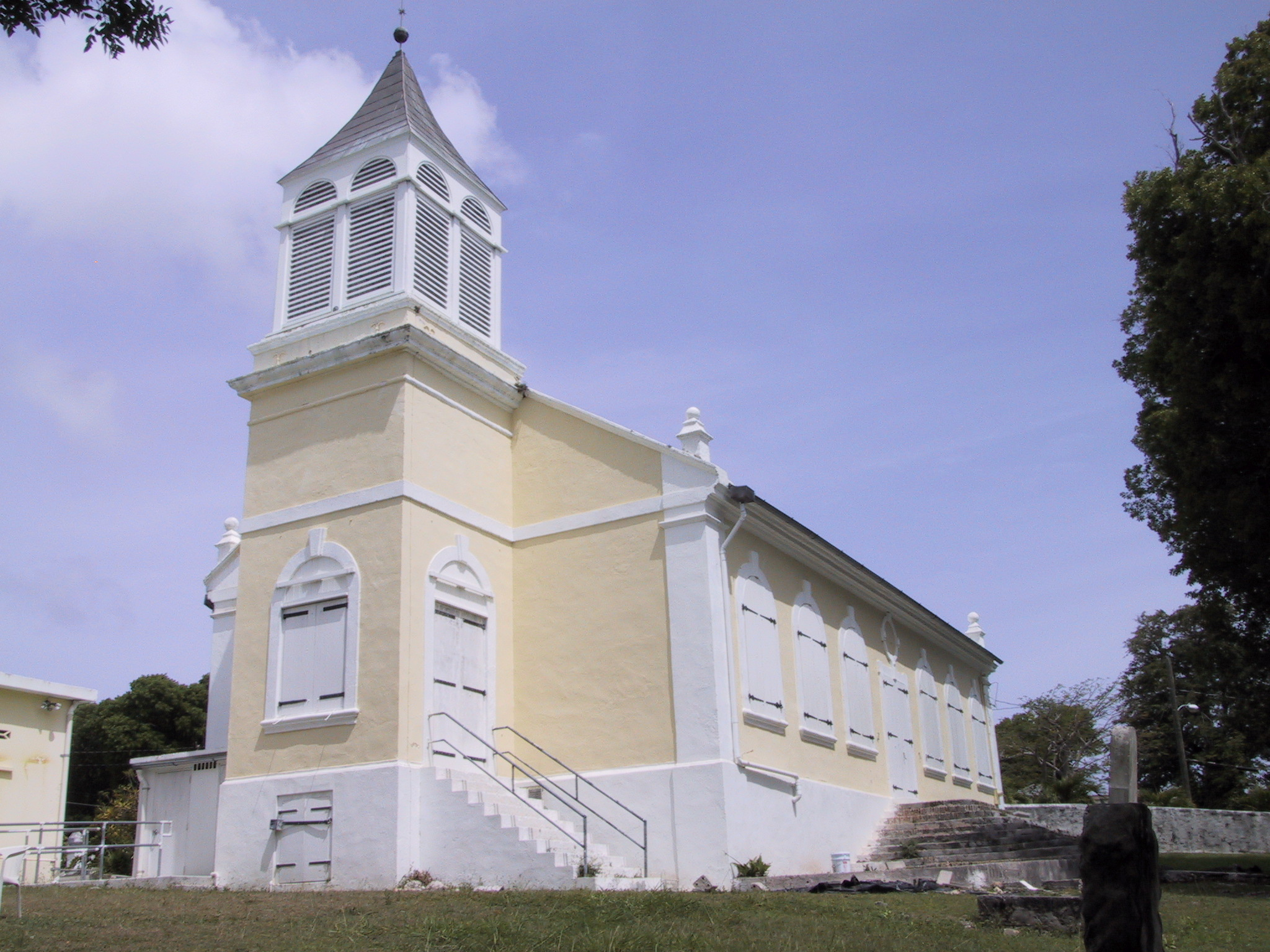
La iglesia luterana de la Trinidad, en Frederiksted. Su construcción inició en 1783 y fue consagrada en 1792.

En las Indias Occidentales Danesas convivieron varios grupos étnicos que conservaron su tradiciones y su propia religión. En los siglos XVI y XVII no había libertad religiosa en los países europeos, donde el monarca y la Iglesia actuaban conjuntamente para preservar la ley y el orden: mientras la Iglesia tenía la responsabilidad de la formación moral del pueblo, el rey regía sobre las instituciones civiles. No hubo libertad religiosa en Dinamarca sino hasta 1849, pero en las Indias Occidentales Danesas se practicó desde el establecimiento de la colonia, y la autoridad de la metrópoli únicamente obligó a la población de las islas a observar los días festivos daneses. La libertad religiosa fue necesaria para poder poblar la colonia y puesto que muy pocos daneses quisieron viajar a las islas, se tuvo que recurrir a colonos extranjeros. Muchos de los colonos eran desterrados o fugitivos, principalmente neerlandeses o ingleses.
A pesar de la libertad religiosa para los colonos, las religiones africanas no fueron permitidas. Se procedió a la cristianización de los esclavos, con el argumento de que éstos tendrían así una mejor vida. La población blanca era un mosaico de culturas y religiones, y convivían sin mayor problema miembros de la Iglesia Reformada de Francia, la Iglesia Reformada Neerlandesa, la Hermandad Morava, así como luteranos, anglicanos, judíos y católicos, en contraparte a los conflictos religiosos que se vivían en Europa.

### Esclavitud y propiedad privada
Las leyes y reglamentos en las Indias Occidentales Danesas tomaron su inspiración de las leyes de Dinamarca, pero fueron ajustadas a las condiciones locales. Por ejemplo, el derecho de propiedad danés incluía animales, tierras y bienes muebles e inmuebles, pero no los esclavos. Estos fueron regulados al principio como parte de la propiedad general de un colono, y no hubo necesidad de promulgar nuevos reglamentos. En la contabilidad, los esclavos eran incluidos junto con los animales y las herramientas.

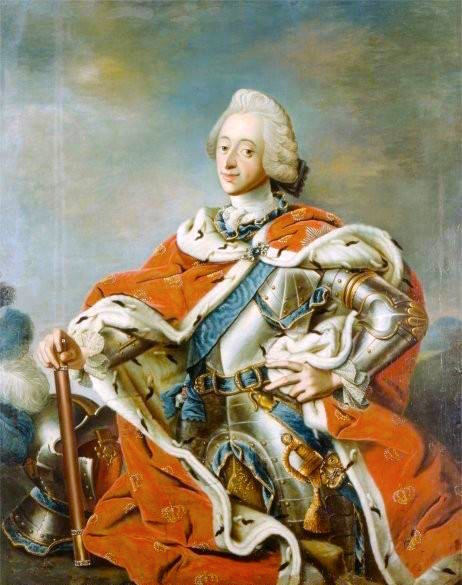
Federico V extendió en 1755 un nuevo reglamento que otorgaba derechos a los esclavos, pero no fue puesto en práctica por las autoridades de la colonia.

En 1733, ante la posibilidad de que los esclavos se rebelaran ante el maltrato de que eran objeto, se publicó un nuevo reglamento que los consideraba por encima de las demás propiedades, ya que tenían su propia voluntad y podían ser desobedientes. Según el reglamento, sólo la autoridad podía castigar a un esclavo, pero eso no fue motivo para que los propietarios continuaran castigando por su propia mano a sus esclavos. La autoridad intervenía únicamente si el esclavo era castigado muy severamente o no era alimentado. En 1755 el rey Federico V emitió un nuevo reglamento, en el que se aseguraba a los esclavos el derecho de no ser separados de sus hijos, así como el derecho de recibir atención médica en casos de enfermedad y durante la vejez. Aunque el edicto del rey contenía medidas humanitarias, el gobierno de la colonia, al tener autorización de realizar cambios a las leyes y reglamentos de la metrópoli, nunca publicó el reglamento de Federico V, con el pretexto de que contenía más inconvenientes que beneficios.
La liberación de los esclavos en 1848 provocó que los propietarios de las plantaciones agrícolas protestaran contra el estado danés. Los propietarios exigieron indemnizaciones con el argumento de que sus derechos de propiedad habían sido violados por el gobierno, al haber sido despojados del valor que representaban los esclavos y al verse obligados, entonces, a pagar por la fuerza de trabajo. El Estado danés concedió una indemnización de 50 dólares por esclavo y reconoció que la abolición de la esclavitud había significado pérdidas económicas para los propietarios. Para los esclavos, su vida cotidiana no cambió significativamente. Ahora eran asalariados y regresaron a trabajar a las plantaciones, donde tenían un contrato por un año y una pequeña choza con un pequeño terreno agrícola, y no recibían ninguna remuneración en su vejez. Podían cambiar de trabajo una vez al año, los días 1 de octubre, una fecha que fue llamada «el día del cambio» (skiftedagen).
En 1860, los antiguos esclavos obtuvieron el derecho pleno a la propiedad, doce años después de la abolición de la esclavitud.

### Defensa
Como muchos otros aspectos en las Indias Occidentales Danesas, también lo que se refería a la defensa estaba supeditado en un principio a la Compañía Danesa de las Indias Occidentales y Guinea. Con la apropiación de la administración por parte del Estado danés en 1755, el gobierno de las islas quedó en manos del Ministerio de Guerra, pero las fuerzas militares destacadas ahí formaban un cuerpo especial fuera de la organización general de la defensa danesa.

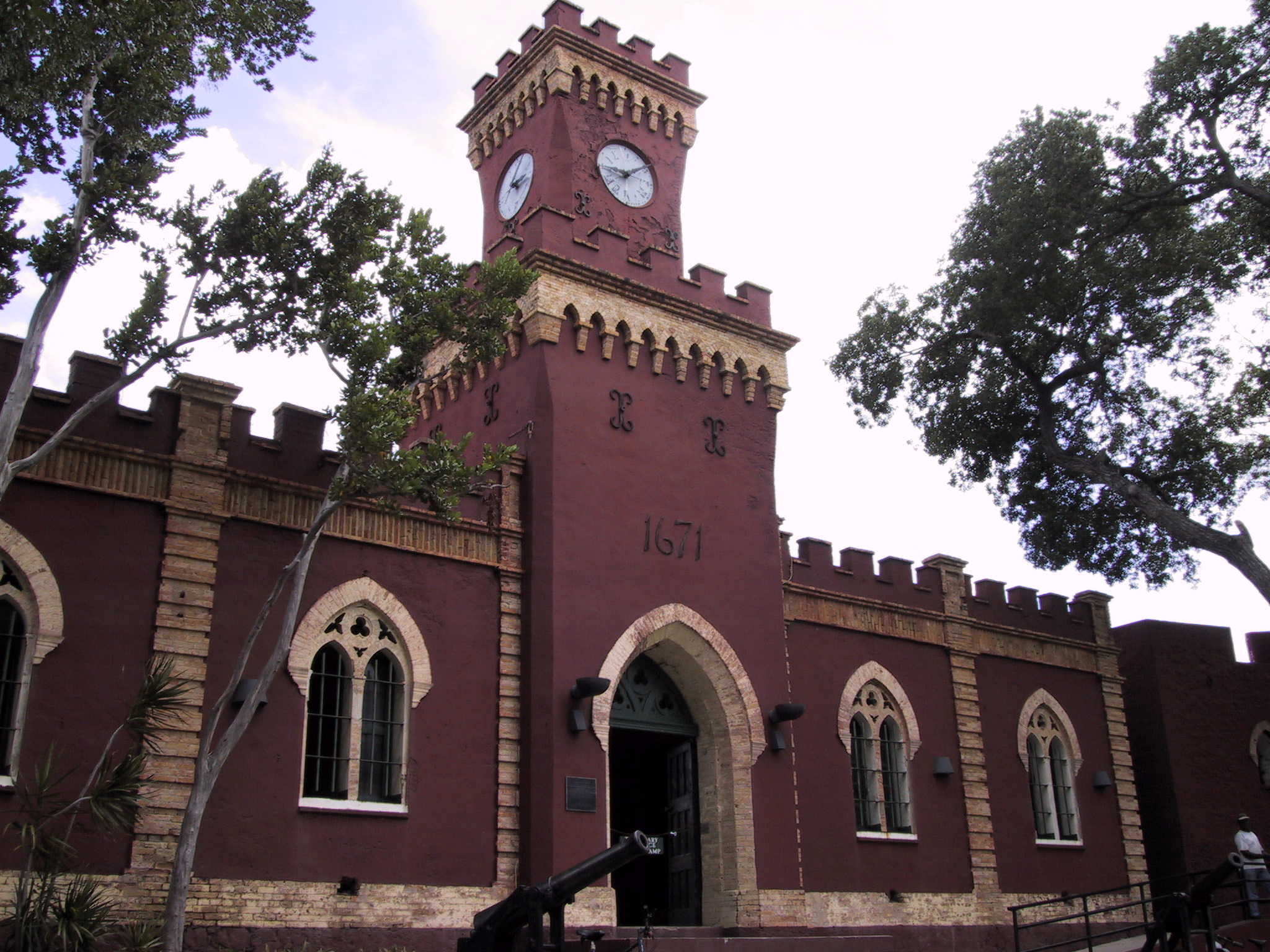
Fort Christian, en Charlotte-Amalie (St. Thomas), fue construido en 1671 y es actualmente el edificio más antiguo de las Islas Vírgenes de los Estados Unidos.

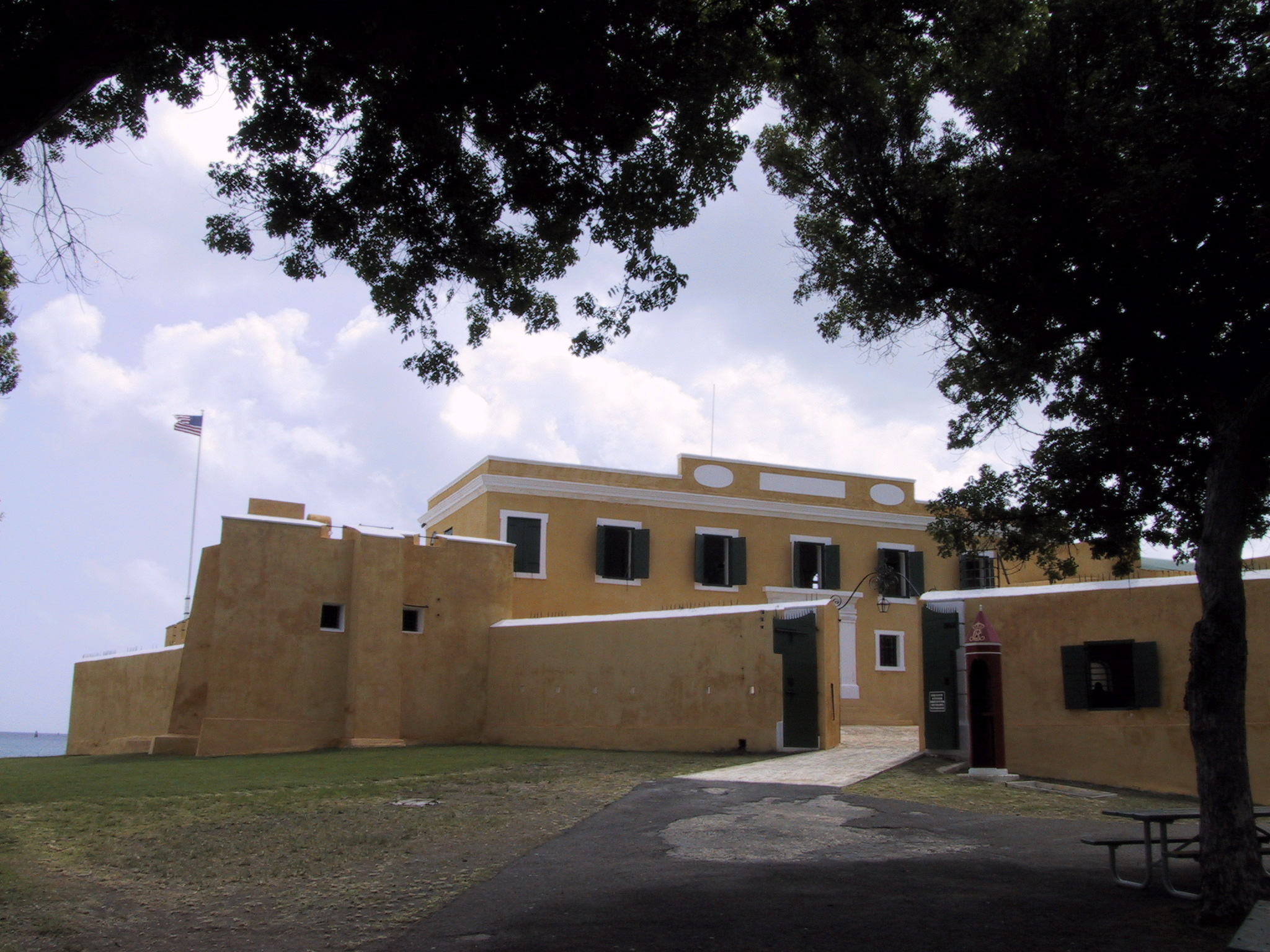
Christiansværn, en Christiansted (St. Croix), es la mejor conservada de las cuatro fortificaciones que se conservan en las islas.

El número de soldados en las Indias Occidentales Danesas fue bastante limitado y a inicios del período colonial consistía únicamente de entre 20 y 30 efectivos. En 1726 se fundó la primera compañía militar, que consistía de 50 hombres. En 1761 el número de soldados alcanzaba ya los 226 hombres. A partir del último cuarto del siglo XVIII la colonia contaba con 400 soldados, un número que aproximadamente se mantuvo constante hasta 1872, año en que se reorganizaron las fuerzas militares coloniales bajo el nombre de «Ejército de las Indias Occidentales». A partir de entonces, el ejército consistió de 6 oficiales, 219 soldados y 10 caballeros. En 1906 se disolvió el Ejército de las Indias Occidentales y fue sustituido por el Cuerpo de Gendarmería, que contaba con 120 soldados y 10 oficiales y dependía directamente del gobernador. El Cuerpo tuvo destacamentos en Charlotte Amalie, en la isla de St. Thomas, y en Christiansted, Frederiksted y Kingshill, en St. Croix.
Además del ejército, también existieron milicias locales que consistían de colonos libres. Las milicias eran superiores en número al ejército, y en la década de 1830, cuando este último contaba con 430 soldados, las milicias consistían de 1980 hombres.
El ejército de las Indias Occidentales Danesas tenía en sus filas a soldados daneses que se enrolaban voluntariamente para servir en las islas por un período de seis años. Desde 1805 la responsabilidad del reclutamiento recayó en el Centro de Reclutamiento de las Indias Occidentales que se localizaba en Copenhague; este centro reclutaba anualmente 70 hombres, la mayoría jóvenes del servicio militar de Copenhague, pero también cierta cantidad de obreros locales.
La flota de guerra danesa realizaba frecuentes viajes a las Indias Occidentales para hacer sentir la soberanía de Dinamarca sobre las islas. Una vez que la colonia se estableció sólidamente, las visitas de buques de guerra se hicieron menos frecuentes. La armada era enviada a las islas en períodos de turbulencia, tales como la Guerra de los Siete Años (1756-1763), la Guerra de Independencia de los Estados Unidos (1776-1783), las Guerras Revolucionarias Francesas (1792-1802) y durante las Guerras Napoleónicas (1800-1815). Entre 1818 y 1864 la actividad de la flota de guerra danesa en las islas fue más intensa que en cualquier otro período, y en esos años dos buques de guerra estuvieron de manera permanente en la colonia.
El último buque de guerra danés en las Indias Occidentales Danesas fue el Valkyrien, que llegó a la colonia en 1915. El capitán del barco, Henri Konow, se hizo cargo de la gubernatura de las islas de manera interina y se convirtió en el hombre que oficialmente cedió el territorio a los Estados Unidos en 1917.
En total, la armada danesa realizó 140 viajes a las Indias Occidentales entre 1671 y 1917.

## Economía

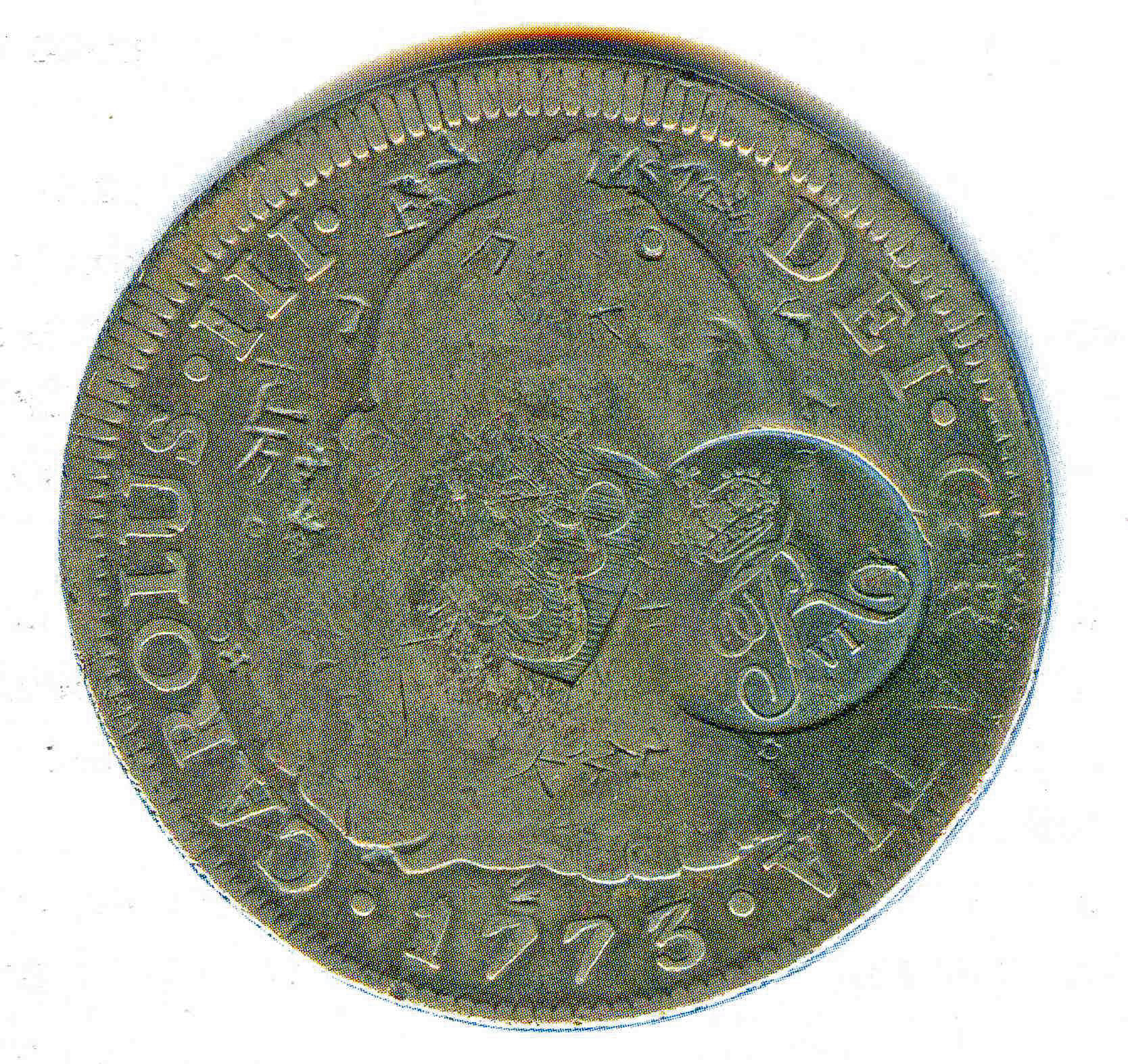
Moneda de 8 reales con resello de la Compañía Danesa.

Debido a la escasez de monedas en circulación en los territorios ocupados por la Compañía Danesa de las Indias Occidentales se permitió entre 1808 y 1839 el empleo de monedas extranjeras. Para garantizar su circulación en toda la región, se marcaron dichas piezas con un punzón circular. La única contramarca que se conoce contenía las letras “FR” (Frederik) entrelazadas y coronadas, al pie de las mismas aparece el número “VI” (numeral del rey). Esta marca se estampó sobre monedas de 2 y 8 reales españoles, 5 francos de Napoleón y táleros de María Teresa I de Austria.